# Vertrag von Wallstawe
Der Vertrag von Wallstawe (auch Permutationsvertrag von Wallstawe genannt) wurde am 14. Juni 1692 zwischen Kurfürst Friedrich III. von Brandenburg und Herzog Georg Wilhelm von Braunschweig-Lüneburg-Celle geschlossen. Darin wurde die Grenzziehung zwischen dem Kurfürstentum Brandenburg und dem Herzogtum Lüneburg-Celle im Bereich nördlich der lüneburgischen Ortschaft Brome neu geregelt, wobei es auch zu einem beiderseitigen Gebietsaustausch kam.

## Inhalt
Im Vertrag von Wallstawe wurden ein Gebietsaustausch sowie eine Grenzbegradigung zwischen dem Kurfürstentum Brandenburg und dem Herzogtum Lüneburg-Celle vereinbart. Das sogenannte „Brandenburgische Butenland,“ eine brandenburgische Exklave  bestehend aus Ehra, Lessien, Wiswedel, der halbe Ort Voitze mit der Kiebitzmühle sowie Grußendorf fielen an das Herzogtum Lüneburg-Celle. Das lüneburgische Dorf Nettgau, die wüsten Feldmarken von Gladdenstedt, Messien und Kleistow sowie die Wichmannsmühle bei Gladdenstedt gingen an das Kurfürstentum Brandenburg über, ebenso wie die lüneburgische Exklave Wallstawe. Die in diesem Vertrag geschaffene Landesgrenze ist seitdem kaum verändert worden und bildete hier auch die Grenze zwischen der DDR und der Bundesrepublik Deutschland.
Wendischbrome wird im Vertrag nur indirekt als ursprünglich lüneburgisch genannt: dem Lüneburgischen Dorfe Netgau, und der daherum liegenden Gegend, ist aber auf der  Michaelsen-Karte von 1754 und in der Darstellung von Fabri so beschrieben.

## Folgen
Im Jahr 1733 fertigten der königlich-großbritannische Ingenieur Michaelsen und der preußische Vermessungsingenieur Simon Spaldeholtz gemeinsam eine Grenzkarte nach den Vorgaben des Vertrages von Wallstawe an.